# Wiktor Szeliński
Wiktor Andrzej Szeliński (bis  1946 Wiktor Erwin Krauze), Pseudonym Andrzej Pol, Tomasz Jar (* 22. März 1921 in Warschau; † 17. Juli 1984 ebenda) war ein polnischer Pfadfinderleiter, Podporutschik in der Polnischen Heimatarmee und im Warschauer Aufstand von 1944 Mitglied des Bataillon Zośka.

## Leben

### Jugend und Lehrzeit
Sein Vater Zygmunt Krauze (1889 oder 1890–1985) war Offizier der Reserve der Kaiserlich Russischen Armee, und später des polnischen Heeres. Seine Mutter war Anna (1900–1990), geb. Szeliński. Seine Schwester, Irena Krauze-Wyczańska, ihr  Pseudonym  „Ika“, war die Meldegängerin der 2. Kompanie des Bataillons Zośka. 
Von 1929 bis 1932 besuchte Szeliński die Volksschule, dann das evangelische Mikołaj-Rej-Gymnasium  bei der Dreifaltigkeitskirche, wo er das kleine Abitur bestanden hat. Ab 1938 lernte er im  Niklewski-Gymnasium in Warschau. Als zehnjähriger Knabe trat er der 8. General-Kazimierz-Pułaski-Pfadfindergruppe bei. 

### Der Zweite Weltkrieg
Den deutschen Überfall auf Polen erlebte er in der Region um Lublin. Er wurde dort in die Eigenständige Operationsgruppe Polesien unter General Franciszek Kleeberg (1888–1941) einberufen. Im Oktober kam er nach Warschau und bekam dort illegalen Unterricht. Ab 1940 studierte er illegal an der Staatlichen Technischen Hochschule für Baumaschinen und  Elektrotechnik H. Wawelberg und S. Rotwand in Warschau. Im selben Jahr nahm er an konspirativen Aktionen teil. Er war Mitglied einer Gruppe unter Mieczysław Słoń (Pseudonym Juran, Kobuz). Gemeinsam mit einer Gruppe aus Praga gehörten sie den Szare Szeregi (deutsch: Graue Reihen) an. Szeliński gehörte zur Organisation der kleinen Sabotage „Wawer“. Er war stellvertretender Kommandant der Pfadfindereinheit Praga-Zentrum in Warschau. Parallel dazu schloss er die Hochschule für Offiziere der Reserve und Infanterie „Agricola“ ab. Im Oktober 1943, nach der Verhaftung von Mieczysław Słoń übernahm er die Führung der Pfadfindereinheit Praga der Kampfschule. 1944 wurde er nach der Änderung der Organisation der Warschauer Militäreinheit zum Kommandanten des Trupps „Bazylika“ ernannt. Später verließ er „Bazylik“ und trat zu den neuen Sturmtruppen über, die zur 3. Kompanie des Bataillons Zośka gehörten, und wurde dort zum Stellvertreter von Jan Wuttke gewählt. 
Im Warschauer Aufstand war er Adjutant in der 3. Kompanie unter Władysław Cieplak (Giewont). Am 5. August nahm er am Angriff auf das Konzentrationslager Gęsiówka teil und in der Nacht des 31. August, nach dem misslungenen Versuch des Durchbruchs von der Altstadt zur Stadtmitte ging er mit der Gruppe von Porutschik „Orsza“ – dem Leiter der Gruppe Szare Szeregi – durch die Abwasserkanäle zur Stadtmitte. 
Am 5. September 1944 heiratete Szeliński Zofia Jarkowska (1910–1944), die während des Warschauer Aufstandes Krankenpflegerin war. Nach dem Sturz der Kämpfe im Stadtteil Czerniaków probierte er mit seiner Ehefrau, mit anderen Soldaten und den Meldegängerinnen in die Stadtmitte zu gelangen. Bei diesem Versuch kam seine Frau um. Wiktor Szeliński wurde festgenommen und zum Lager in Pruszków geschickt, aber er konnte aus dem Transport fliehen. Er versteckte sich bei der Familie in Sochaczew und fuhr später nach Krakau. Die Soldaten, die ihn in Warschau festgenommen hatten, waren sehr überrascht über seine Deutschkenntnisse und sie wussten gar nicht, mit wem sie sprachen.

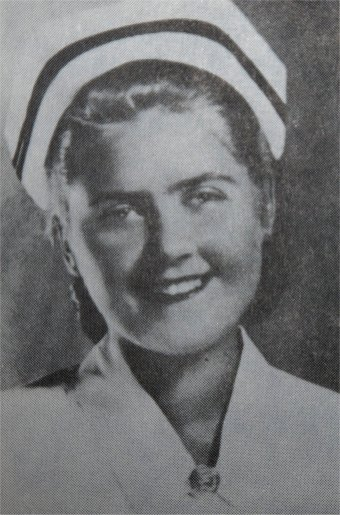
Die erste Frau von Wiktor Szeliński - Zofia Jarkowska-Krauze

### Nach dem Krieg

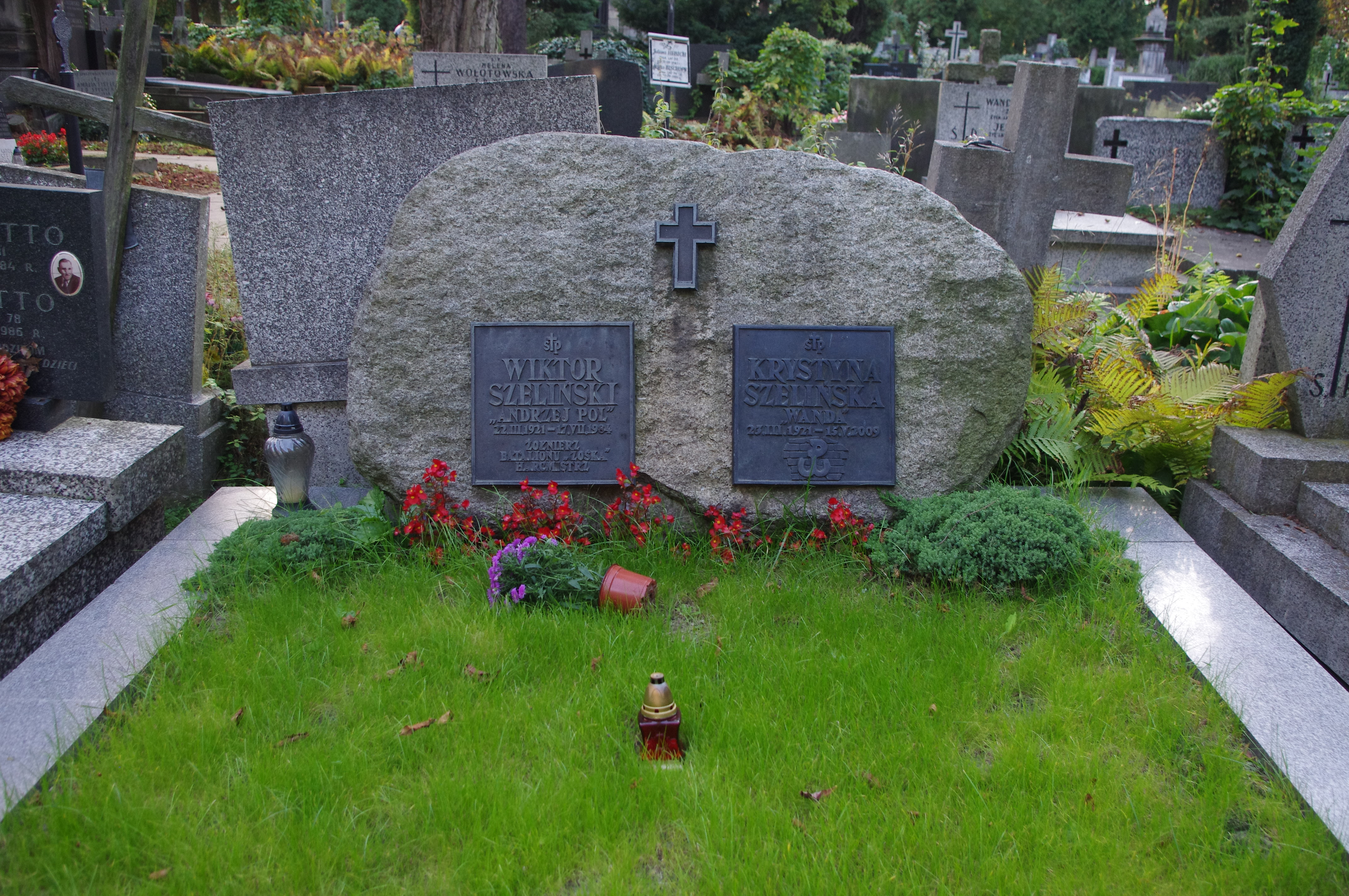
Das Grabmal von Wiktor Szeliński auf dem Evangelisch-Augsburgischen Friedhof in Warschau

Ab 1945 wohnte Szeliński in Gdańsk und arbeitete dort in der Transportabteilung des Büros für den Wiederaufbau des Hafens.
Am 9. September 1946 änderte er seinen Namen in Wiktor Andrzej Szeliński (viele Menschen in Polen mussten nach dem Krieg ihren Namen oder Vorname ändern). In Pommern engagierte er sich für die Pfadfinder-Tätigkeit. 1945–1946 war er Kommandant der Pfadfindereinheit der Region Gdańsk (Danzig), 1946–1947 war er stellvertretender Kommandant und Leiter der Abteilung der Fahnkommando Meeres-Danziger Organisation (pol. Wydziału Organizacyjnego Komendy Chorągwi Gdańsko-Morskiej).
1946 heiratete er Krystyna Janina Murzynówna (1921–2009), die ebenfalls Teilnehmerin des Warschauer Aufstandes war. Sie hatten drei Söhne: Andrzej (* 1948), Piotr (* 1950) und Jan (* 1955).
1947 erlitt er einen Autounfall und wurde danach nie mehr ganz gesund. 1950 ging er nach Warschau, wo er als der Leiter der technischen Direktion der Getreidebetriebe arbeitete.
Ab Oktober 1956 war wieder aktiv in der Pfadfinderbewegung. Er unterrichtete das Personal der Warschauer Abteilung und arbeitete in der Pfadfindereinheit Warschau-Mokotów mit. Ab 1980 gehörte er zur Kommission zur Erforschung der Szare Szeregi am Staatsarchiv Warschau. Er führte die Dokumentation und organisierte Treffen mit den ehemaligen Mitgliedern des Bataillon Zośka. Im Juli 1982 wurde er pensioniert. 1984 hatte er wieder einen Autounfall, der frühere Verletzungen verschlimmerte.
Wiktor Szeliński starb am 17. Juli 1984. Sein Grab befindet sich auf dem Evangelisch-Augsburgischen Friedhof in Warschau (59b - 4).

## Auszeichnungen
- Silbernes Verdienstkreuz der Republik Polen (1957)
- Tapferkeitskreuz (1969)
- Orden Polonia Restituta 5. Klasse (1982)
- Kreuz der Heimatarmee (1983)
- Krzyż „Za Zasługi dla ZHP“ (Kreuz für Verdienste in der Pfadfinderbewegung)(1984)